# 2017-es Formula–1 abu-dzabi nagydíj
Az abu-dzabi nagydíj volt a 2017-es Formula–1 világbajnokság huszadik, egyben utolsó futama, amelyet 2017. november 24. és november 26. között rendeztek meg az Egyesült Arab Emírségekbeli Yas Marina Circuit-en.

## Szabadedzések

### Első szabadedzés
Az abu-dzabi nagydíj első szabadedzését november 24-én, pénteken délután tartották.
| helyezés | versenyző          | csapat/motor         | elért idő | különbség | futott kör |
| -------- | ------------------ | -------------------- | --------- | --------- | ---------- |
| 1        | Sebastian Vettel   | Ferrari              | 1:39,006  | −         | 23         |
| 2        | Lewis Hamilton     | Mercedes             | 1:39,126  | +0,120    | 25         |
| 3        | Max Verstappen     | Red Bull-TAG Heuer   | 1:39,154  | +0,148    | 15         |
| 4        | Kimi Räikkönen     | Ferrari              | 1:39,518  | +0,512    | 22         |
| 5        | Valtteri Bottas    | Mercedes             | 1:39,741  | +0,735    | 30         |
| 6        | Sergio Pérez       | Force India-Mercedes | 1:40,293  | +1,287    | 24         |
| 7        | Fernando Alonso    | McLaren-Honda        | 1:40,522  | +1,516    | 20         |
| 8        | Stoffel Vandoorne  | McLaren-Honda        | 1:40,569  | +1,563    | 15         |
| 9        | Felipe Massa       | Williams-Mercedes    | 1:40,723  | +1,717    | 27         |
| 10       | Daniel Ricciardo   | Red Bull-TAG Heuer   | 1:40,773  | +1,767    | 29         |
| 11       | George Russell     | Force India-Mercedes | 1:41,131  | +2,125    | 26         |
| 12       | Romain Grosjean    | Haas-Ferrari         | 1:41,306  | +2,300    | 24         |
| 13       | Lance Stroll       | Williams-Mercedes    | 1:41,581  | +2,575    | 27         |
| 14       | Pierre Gasly       | Toro Rosso-Renault   | 1:41,646  | +2,640    | 29         |
| 15       | Carlos Sainz Jr.   | Renault              | 1:41,748  | +2,742    | 23         |
| 16       | Pascal Wehrlein    | Sauber-Ferrari       | 1:41,752  | +2,746    | 26         |
| 17       | Nico Hülkenberg    | Renault              | 1:41,864  | +2,858    | 26         |
| 18       | Antonio Giovinazzi | Haas-Ferrari         | 1:42,065  | +3,059    | 21         |
| 19       | Marcus Ericsson    | Sauber-Ferrari       | 1:42,344  | +3,338    | 28         |
| 20       | Brendon Hartley    | Toro Rosso-Renault   | 1:42,585  | +3,579    | 35         |

### Második szabadedzés
Az abu-dzabi nagydíj második szabadedzését november 24-én, pénteken este tartották.
| helyezés | versenyző         | csapat/motor         | elért idő | különbség | futott kör |
| -------- | ----------------- | -------------------- | --------- | --------- | ---------- |
| 1        | Lewis Hamilton    | Mercedes             | 1:37,877  | −         | 39         |
| 2        | Sebastian Vettel  | Ferrari              | 1:38,026  | +0,149    | 37         |
| 3        | Daniel Ricciardo  | Red Bull-TAG Heuer   | 1:38,180  | +0,303    | 34         |
| 4        | Kimi Räikkönen    | Ferrari              | 1:38,352  | +0,475    | 35         |
| 5        | Valtteri Bottas   | Mercedes             | 1:38,537  | +0,660    | 33         |
| 6        | Max Verstappen    | Red Bull-TAG Heuer   | 1:38,894  | +1,017    | 34         |
| 7        | Sergio Pérez      | Force India-Mercedes | 1:39,323  | +1,446    | 33         |
| 8        | Esteban Ocon      | Force India-Mercedes | 1:39,333  | +1,456    | 36         |
| 9        | Nico Hülkenberg   | Renault              | 1:39,529  | +1,652    | 41         |
| 10       | Fernando Alonso   | McLaren-Honda        | 1:39,559  | +1,682    | 28         |
| 11       | Felipe Massa      | Williams-Mercedes    | 1:39,635  | +1,758    | 36         |
| 12       | Stoffel Vandoorne | McLaren-Honda        | 1:39,671  | +1,794    | 31         |
| 13       | Carlos Sainz Jr.  | Renault              | 1:40,201  | +2,324    | 38         |
| 14       | Lance Stroll      | Williams-Mercedes    | 1:40,329  | +2,452    | 30         |
| 15       | Pierre Gasly      | Toro Rosso-Renault   | 1:40,694  | +2,817    | 39         |
| 16       | Kevin Magnussen   | Haas-Ferrari         | 1:41,128  | +3,251    | 31         |
| 17       | Pascal Wehrlein   | Sauber-Ferrari       | 1:41,270  | +3,393    | 43         |
| 18       | Marcus Ericsson   | Sauber-Ferrari       | 1:41,302  | +3,425    | 40         |
| 19       | Brendon Hartley   | Toro Rosso-Renault   | 1:41,496  | +3,619    | 39         |
| 20       | Romain Grosjean   | Haas-Ferrari         | 1:41,560  | +3,683    | 12         |

### Harmadik szabadedzés
Az abu-dzabi nagydíj harmadik szabadedzését november 25-én, szombaton délután tartották.
| helyezés | versenyző         | csapat/motor         | elért idő | különbség | futott kör |
| -------- | ----------------- | -------------------- | --------- | --------- | ---------- |
| 1        | Lewis Hamilton    | Mercedes             | 1:37,627  | −         | 19         |
| 2        | Valtteri Bottas   | Mercedes             | 1:37,900  | +0,273    | 21         |
| 3        | Kimi Räikkönen    | Ferrari              | 1:38,157  | +0,530    | 22         |
| 4        | Sebastian Vettel  | Ferrari              | 1:38,174  | +0,547    | 22         |
| 5        | Daniel Ricciardo  | Red Bull-TAG Heuer   | 1:38,340  | +0,713    | 16         |
| 6        | Max Verstappen    | Red Bull-TAG Heuer   | 1:38,587  | +0,960    | 14         |
| 7        | Fernando Alonso   | McLaren-Honda        | 1:39,155  | +1,528    | 15         |
| 8        | Stoffel Vandoorne | McLaren-Honda        | 1:39,277  | +1,650    | 18         |
| 9        | Carlos Sainz Jr.  | Renault              | 1:39,340  | +1,713    | 15         |
| 10       | Sergio Pérez      | Force India-Mercedes | 1:39,367  | +1,740    | 19         |
| 11       | Felipe Massa      | Williams-Mercedes    | 1:39,383  | +1,756    | 16         |
| 12       | Nico Hülkenberg   | Renault              | 1:39,396  | +1,769    | 18         |
| 13       | Esteban Ocon      | Force India-Mercedes | 1:39,500  | +1,873    | 18         |
| 14       | Kevin Magnussen   | Haas-Ferrari         | 1:39,831  | +2,204    | 19         |
| 15       | Romain Grosjean   | Haas-Ferrari         | 1:40,079  | +2,452    | 19         |
| 16       | Pascal Wehrlein   | Sauber-Ferrari       | 1:40,307  | +2,680    | 20         |
| 17       | Lance Stroll      | Williams-Mercedes    | 1:40,572  | +2,945    | 16         |
| 18       | Pierre Gasly      | Toro Rosso-Renault   | 1:40,737  | +3,110    | 21         |
| 19       | Marcus Ericsson   | Sauber-Ferrari       | 1:40,789  | +3,162    | 21         |
| 20       | Brendon Hartley   | Toro Rosso-Renault   | 1:40,883  | +3,256    | 23         |

## Időmérő edzés
Az abu-dzabi nagydíj időmérő edzését november 25-én, szombaton futották.
| helyezés              | rajtszám | versenyző         | csapat/motor         | 1. rész  | 2. rész  | 3. rész  | rajthely | futott kör |
| --------------------- | -------- | ----------------- | -------------------- | -------- | -------- | -------- | -------- | ---------- |
| 1                     | 77       | Valtteri Bottas   | Mercedes             | 1:37,356 | 1:36,822 | 1:36,231 | 1        | 18         |
| 2                     | 44       | Lewis Hamilton    | Mercedes             | 1:37,391 | 1:36,742 | 1:36,403 | 2        | 19         |
| 3                     | 5        | Sebastian Vettel  | Ferrari              | 1:37,817 | 1:37,023 | 1:36,777 | 3        | 18         |
| 4                     | 3        | Daniel Ricciardo  | Red Bull-TAG Heuer   | 1:38,016 | 1:37,583 | 1:36,959 | 4        | 16         |
| 5                     | 7        | Kimi Räikkönen    | Ferrari              | 1:37,453 | 1:37,302 | 1:36,985 | 5        | 17         |
| 6                     | 33       | Max Verstappen    | Red Bull-TAG Heuer   | 1:38,021 | 1:37,777 | 1:37,328 | 6        | 19         |
| 7                     | 27       | Nico Hülkenberg   | Renault              | 1:38,781 | 1:38,138 | 1:38,282 | 7        | 14         |
| 8                     | 11       | Sergio Pérez      | Force India-Mercedes | 1:38,601 | 1:38,359 | 1:38,374 | 8        | 17         |
| 9                     | 31       | Esteban Ocon      | Force India-Mercedes | 1:38,896 | 1:38,392 | 1:38,397 | 9        | 17         |
| 10                    | 19       | Felipe Massa      | Williams-Mercedes    | 1:38,629 | 1:38,565 | 1:38,550 | 10       | 18         |
| 11                    | 14       | Fernando Alonso   | McLaren-Honda        | 1:38,820 | 1:38,636 |          | 11       | 12         |
| 12                    | 55       | Carlos Sainz Jr.  | Renault              | 1:38,810 | 1:38,725 |          | 12       | 9          |
| 13                    | 2        | Stoffel Vandoorne | McLaren-Honda        | 1:38,777 | 1:38,808 |          | 13       | 9          |
| 14                    | 20       | Kevin Magnussen   | Haas-Ferrari         | 1:39,395 | 1:39,298 |          | 14       | 16         |
| 15                    | 18       | Lance Stroll      | Williams-Mercedes    | 1:39,503 | 1:39,646 |          | 15       | 14         |
| 16                    | 8        | Romain Grosjean   | Haas-Ferrari         | 1:39,516 |          |          | 16       | 10         |
| 17                    | 10       | Pierre Gasly      | Toro Rosso-Renault   | 1:39,724 |          |          | 17       | 9          |
| 18                    | 94       | Pascal Wehrlein   | Sauber-Ferrari       | 1:39,930 |          |          | 18       | 9          |
| 19                    | 9        | Marcus Ericsson   | Sauber-Ferrari       | 1:39,994 |          |          | 19       | 9          |
| 20                    | 28       | Brendon Hartley   | Toro Rosso-Renault   | 1:40,471 |          |          | 20[1]    | 8          |
| 107%-os idő: 1:44,170 |          |                   |                      |          |          |          |          |            |

Megjegyzés:
- ↑ 1:  — Brendon Hartley autójába új MGU-H-t kellett beszerelni (a szezon folyamán a 9. egységet), ezért 10 rajthelyes büntetést kapott.[2]

## Futam
Az abu-dzabi nagydíj futama november 26-án, vasárnap rajtolt.
| helyezés | rajtszám | versenyző         | csapat/motor         | futott kör | idő/kiesés oka | rajthely | pont |
| -------- | -------- | ----------------- | -------------------- | ---------- | -------------- | -------- | ---- |
| 1        | 77       | Valtteri Bottas   | Mercedes             | 55         | 1:34:14,062    | 1        | 25   |
| 2        | 44       | Lewis Hamilton    | Mercedes             | 55         | +3,899         | 2        | 18   |
| 3        | 5        | Sebastian Vettel  | Ferrari              | 55         | +19,330        | 3        | 15   |
| 4        | 7        | Kimi Räikkönen    | Ferrari              | 55         | +45,386        | 5        | 12   |
| 5        | 33       | Max Verstappen    | Red Bull-TAG Heuer   | 55         | +46,269        | 6        | 10   |
| 6        | 27       | Nico Hülkenberg   | Renault              | 55         | +1:25,713      | 7        | 8    |
| 7        | 11       | Sergio Pérez      | Force India-Mercedes | 55         | +1:32,062      | 8        | 6    |
| 8        | 31       | Esteban Ocon      | Force India-Mercedes | 55         | +1:38,911      | 9        | 4    |
| 9        | 14       | Fernando Alonso   | McLaren-Honda        | 54         | +1 kör         | 11       | 2    |
| 10       | 19       | Felipe Massa      | Williams-Mercedes    | 54         | +1 kör         | 10       | 1    |
| 11       | 8        | Romain Grosjean   | Haas-Ferrari         | 54         | +1 kör         | 16       |      |
| 12       | 2        | Stoffel Vandoorne | McLaren-Honda        | 54         | +1 kör         | 13       |      |
| 13       | 20       | Kevin Magnussen   | Haas-Ferrari         | 54         | +1 kör         | 14       |      |
| 14       | 94       | Pascal Wehrlein   | Sauber-Ferrari       | 54         | +1 kör         | 18       |      |
| 15       | 28       | Brendon Hartley   | Toro Rosso-Renault   | 54         | +1 kör         | 20       |      |
| 16       | 10       | Pierre Gasly      | Toro Rosso-Renault   | 54         | +1 kör         | 17       |      |
| 17       | 9        | Marcus Ericsson   | Sauber-Ferrari       | 54         | +1 kör         | 19       |      |
| 18       | 18       | Lance Stroll      | Williams-Mercedes    | 54         | +1 kör         | 15       |      |
| ki       | 55       | Carlos Sainz Jr.  | Renault              | 31         | kerék          | 12       |      |
| ki       | 3        | Daniel Ricciardo  | Red Bull-TAG Heuer   | 20         | hidraulika     | 4        |      |

## A világbajnokság állása a verseny után (a vb végeredménye)
| H   | Versenyzők       | Pont | H   | Konstruktőrök        | Pont |
| --- | ---------------- | ---- | --- | -------------------- | ---- |
| 1.  | Lewis Hamilton   | 363  | 1.  | Mercedes             | 668  |
| 2.  | Sebastian Vettel | 317  | 2.  | Ferrari              | 522  |
| 3.  | Valtteri Bottas  | 305  | 3.  | Red Bull-TAG Heuer   | 368  |
| 4.  | Kimi Räikkönen   | 205  | 4.  | Force India-Mercedes | 187  |
| 5.  | Daniel Ricciardo | 200  | 5.  | Williams-Mercedes    | 83   |
| 6.  | Max Verstappen   | 168  | 6.  | Renault              | 57   |
| 7.  | Sergio Pérez     | 100  | 7.  | Toro Rosso-Renault   | 53   |
| 8.  | Esteban Ocon     | 87   | 8.  | Haas-Ferrari         | 47   |
| 9.  | Carlos Sainz Jr. | 54   | 9.  | McLaren-Honda        | 30   |
| 10. | Nico Hülkenberg  | 43   | 10. | Sauber-Ferrari       | 5    |

(A teljes táblázat)

## Statisztikák
- Vezető helyen:
  - Valtteri Bottas: 52 kör (1-21 és 25-55)
  - Lewis Hamilton: 3 kör (22-24)
- Valtteri Bottas 4. pole-pozíciója, 3. futamgyőzelme és 3. versenyben futott leggyorsabb köre, ezzel pedig első mesterhármasa.
- A Mercedes 76. futamgyőzelme.
- Valtteri Bottas 22., Lewis Hamilton 117., Sebastian Vettel 99. dobogós helyezése.
- Felipe Massa utolsó Formula–1-es nagydíja.[3]